# Aurelian Bilgeri
Aurelian Bilgeri OSB (* 16. April 1909 in Memmingen als Josef Bilgeri; † 24. Juli 1973 in Mtunzini) war ein deutscher Missionsbenediktiner und Bischof.

## Leben
Er legte am 16. Mai 1931 in der Erzabtei St. Ottilien die Profess ab. Er studierte in Dillingen an der Donau und München. Er empfing am 15. März 1936 die Priesterweihe.
Papst Pius XII. ernannte ihn am 12. Juni 1947 zum Apostolischen Vikari von Eshowe und Titularbischof von Germanicopolis. Die Bischofsweihe spendete ihm der Apostolische Delegat in der Südafrikanischen Union, Martin Lucas SVD, am 14. September desselben Jahres; Mitkonsekratoren waren Michael Adalbero Fleischer MHM, Apostolischer Vikar von Mariannhill, und Frédéric Osterrath OSB, Abt von Pietersburg. 
Mit der Erhebung des Vikariats Eshowe zum Bistum am 11. Januar 1951 wurde er der erste Bischof des neuen Bistums. Er nahm an allen vier Sitzungsperioden des Zweiten Vatikanischen Konzils in Rom als Konzilsvater teil.